# 消滅した全国高等学校野球選手権地方大会の一覧
消滅した全国高等学校野球選手権地方大会の一覧（しょうめつしたぜんこくこうとうがっこうやきゅうせんしゅけんちほうたいかいのいちらん）は、全国中等学校優勝野球大会および全国高等学校野球選手権大会の代表校（出場校）を決定する地方大会のうち、1977年（第59回）までに消滅した地方大会の一覧。
地方大会ではなく府県レベルの大会にとどまった1941年（第27回）および一府県一代表が認められた1958年（第40回）・1963年（第45回）・1968年（第50回）・1973年（第55回）における中断は省略した。
参加があった都道府県を年（回）ごとに記した。また、一般的な都道府県コード順ではなく日本高等学校野球連盟（高野連）準拠の都道府県順とした。
現行の地方大会については全国高等学校野球選手権地方大会を参照。

## 北海道
- 北海道大会（北海道代表）
  - 1920年（第6回） - 1958年（第40回）： 北海道

## 北海道・東北
- 東北大会（東北代表）
  - 1915年（第1回）： 秋田
  - 1916年（第2回）： 北海道・岩手・宮城・福島
  - 1917年（第3回）： 岩手・秋田・宮城・福島
  - 1918年（第4回）： 岩手・宮城・福島
  - 1919年（第5回）： 北海道・岩手・秋田・山形・宮城・福島
  - 1920年（第6回）： 岩手・山形・宮城・福島
  - 1921年（第7回）： 岩手・秋田・宮城・福島
  - 1922年（第8回）： 青森・岩手・秋田・宮城・福島
  - 1923年（第9回）・1924年（第10回）： 青森・岩手・秋田・山形・宮城・福島
  - 1925年（第11回） - 1933年（第19回）： 岩手・宮城・福島
  - 1934年（第20回） - 1957年（第39回）： 山形・宮城・福島
  - 1959年（第41回） - 1972年（第54回）： 宮城・福島
  - 1974年（第56回）・1975年（第57回）： 山形・宮城

## 東北
- 奥羽大会（奥羽代表）
  - 1925年（第11回） - 1933年（第19回）： 青森・秋田・山形
  - 1934年（第20回） - 1957年（第39回）： 青森・岩手・秋田
  - 1974年（第56回） - 1977年（第59回）： 青森・秋田
- 北奥羽大会（北奥羽代表）
  - 1959年（第41回） - 1972年（第54回）： 青森・岩手
- 西奥羽大会（西奥羽代表）
  - 1959年（第41回） - 1972年（第54回）： 秋田・山形

## 関東
- 東京大会（東京代表）
  - 1915年（第1回）： 東京
  - 1923年（第9回） - 1973年（第55回）： 東京
- 関東大会（関東代表）
  - 1916年（第2回）・1917年（第3回）： 茨城・東京・神奈川
  - 1918年（第4回）・1919年（第5回）： 茨城・栃木・千葉
  - 1920年（第6回）： 茨城・栃木・群馬・千葉
  - 1921年（第7回） - 1923年（第9回）： 茨城・栃木・群馬・埼玉・千葉
  - 1924年（第10回）： 栃木・群馬・埼玉・千葉
  - 1925年（第11回）： 茨城・栃木・群馬・千葉
- 京浜大会（京浜代表）
  - 1918年（第4回） - 1922年（第8回）： 東京・神奈川
- 北関東大会（北関東代表）
  - 1926年（第12回） - 1935年（第21回）： 栃木・群馬・埼玉
  - 1936年（第22回） - 1957年（第39回）： 茨城・栃木・群馬
  - 1959年（第41回） - 1974年（第56回）： 栃木・群馬
  - 1975年（第57回） - 1977年（第59回）： 群馬・山梨
- 南関東大会（南関東代表）
  - 1926年（第12回） - 1935年（第21回）： 茨城・千葉
  - 1936年（第22回） - 1947年（第29回）： 埼玉・千葉・神奈川
  - 1948年（第30回） - 1957年（第39回）： 埼玉・千葉
- 東関東大会（東関東代表）
  - 1959年（第41回） - 1972年（第54回）： 茨城・千葉
- 西関東大会（西関東代表）
  - 1959年（第41回） - 1974年（第56回）： 埼玉・山梨

## 関東・北信越
- 甲信大会（甲信代表）
  - 1918年（第4回）： 山梨・長野
  - 1919年（第5回） - 1922年（第8回）： 長野
- 甲信越大会（甲信越代表）
  - 1923年（第9回）： 長野・新潟
  - 1924年（第10回） - 1930年（第16回）： 山梨・長野・新潟

## 関東・東海
- 神静大会（神静代表）
  - 1923年（第9回） - 1930年（第16回）： 神奈川・静岡
- 甲神静大会（甲神静代表）
  - 1931年（第17回） - 1935年（第21回）： 山梨・神奈川・静岡
- 山静大会（山静代表）
  - 1936年（第22回） - 1957年（第39回）： 山梨・静岡

## 北信越
- 北陸大会（北陸代表）
  - 1916年（第2回）・1917年（第3回）： 長野・新潟・富山・石川
  - 1918年（第4回）・1919年（第5回）： 新潟・富山・石川・福井
  - 1920年（第6回）： 新潟・石川・福井
  - 1921年（第7回）・1922年（第8回）： 新潟・富山・石川・福井
  - 1923年（第9回） - 1957年（第39回）： 富山・石川・福井
  - 1959年（第41回） - 1972年（第54回）： 石川・福井
  - 1974年（第56回） - 1977年（第59回）： 富山・石川
- 信越大会（信越代表）
  - 1931年（第17回） - 1957年（第39回）： 長野・新潟
- 北越大会（北越代表）
  - 1959年（第41回） - 1972年（第54回）： 新潟・富山

## 北信越・近畿
- 福滋大会（福滋代表）
  - 1974年（第56回） - 1977年（第59回）： 福井・滋賀

## 東海
- 東海大会（東海代表）
  - 1915年（第1回）： 愛知・岐阜・三重
  - 1916年（第2回）： 静岡・愛知・岐阜・三重
  - 1917年（第3回）： 愛知・岐阜・三重
  - 1918年（第4回）： 静岡・愛知・岐阜・三重
  - 1919年（第5回）： 愛知・岐阜・三重
  - 1920年（第6回） - 1922年（第8回）： 静岡・愛知・岐阜・三重
  - 1923年（第9回） - 1947年（第29回）： 愛知・岐阜・三重
- 三岐大会（三岐代表）
  - 1948年（第30回） - 1974年（第56回）： 岐阜・三重

## 近畿
- 京津大会（京津代表）→京滋大会（京滋代表）※1956年改称
  - 1915年（第1回） - 1972年（第54回）： 滋賀・京都
- 関西大会（関西代表）
  - 1915年（第1回）： 和歌山・大阪
- 紀和大会（紀和代表）
  - 1916年（第2回）： 和歌山
  - 1917年（第3回） - 1977年（第59回）： 奈良・和歌山

## 中国
- 山陽大会（山陽代表）
  - 1915年（第1回）： 岡山・広島
  - 1916年（第2回） - 1947年（第29回）： 岡山・広島・山口
- 山陰大会（山陰代表）
  - 1915年（第1回） - 1947年（第29回）： 鳥取・島根
  - 1975年（第57回） - 1977年（第59回）： 鳥取・島根
- 東中国大会（東中国代表）
  - 1948年（第30回） - 1957年（第39回）： 岡山・鳥取・島根
  - 1959年（第41回） - 1974年（第56回）： 岡山・鳥取
- 西中国大会（西中国代表）
  - 1948年（第30回） - 1957年（第39回）： 広島・山口
  - 1959年（第41回） - 1974年（第56回）： 島根・山口

## 四国
- 四国大会（四国代表）
  - 1915年（第1回）： 香川・徳島
  - 1916年（第2回） - 1918年（第4回）： 香川・愛媛・徳島
  - 1919年（第5回）： 愛媛・徳島
  - 1920年（第6回） - 1947年（第29回）： 香川・愛媛・徳島・高知
- 北四国大会（北四国代表）
  - 1948年（第30回） - 1975年（第57回）： 香川・愛媛
- 南四国大会（南四国代表）
  - 1948年（第30回） - 1977年（第59回）： 徳島・高知

## 九州
- 九州大会（九州代表）
  - 1915年（第1回）： 福岡・長崎
  - 1916年（第2回）： 福岡
  - 1917年（第3回）： 福岡・長崎・宮崎
  - 1918年（第4回）： 福岡・長崎
  - 1919年（第5回）： 福岡・佐賀・長崎
  - 1920年（第6回）： 福岡・佐賀・長崎・熊本
  - 1921年（第7回）： 福岡・佐賀・長崎・熊本・大分・宮崎・鹿児島
  - 1922年（第8回）： 福岡・佐賀・長崎・熊本・大分・鹿児島・沖縄
  - 1923年（第9回）： 佐賀・長崎・熊本・大分・鹿児島・沖縄
  - 1924年（第10回）： 佐賀・長崎・大分・鹿児島
- 北九州大会（北九州代表）
  - 1925年（第11回）・1926年（第12回）： 佐賀・長崎・大分
  - 1927年（第13回） - 1929年（第15回）： 福岡・佐賀・長崎・大分
  - 1930年（第16回） - 1947年（第29回）： 福岡・佐賀・長崎
- 南九州大会（南九州代表）
  - 1925年（第11回） - 1927年（第13回）： 熊本・鹿児島
  - 1928年（第14回）： 熊本・宮崎・鹿児島・沖縄
  - 1929年（第15回）： 熊本・宮崎・鹿児島
  - 1930年（第16回） - 1941年（第27回）： 熊本・大分・宮崎・鹿児島・沖縄
  - 1946年（第28回）・1947年（第29回）： 熊本・大分・宮崎・鹿児島
  - 1959年（第41回）： 宮崎・鹿児島・沖縄
  - 1960年（第42回） - 1974年（第56回）： 宮崎・沖縄
- 西九州大会（西九州代表）
  - 1948年（第30回） - 1957年（第39回）： 佐賀・長崎・熊本
  - 1959年（第41回） - 1977年（第59回）： 佐賀・長崎
- 東九州大会（東九州代表）
  - 1948年（第30回） - 1951年（第33回）： 大分・宮崎・鹿児島
  - 1952年（第34回） - 1957年（第39回）： 大分・宮崎・鹿児島・沖縄
- 中九州大会（中九州代表）
  - 1959年（第41回） - 1975年（第57回）： 熊本・大分

## 朝鮮
- 朝鮮大会（朝鮮代表）
  - 1921年（第7回） - 1941年（第27回）： 朝鮮（現在の大韓民国・朝鮮民主主義人民共和国）

## 満洲
- 満洲大会（満洲代表）
  - 1921年（第7回） - 1941年（第27回）： 満洲（現在の中華人民共和国の東北地方を中心とした地域）

## 台湾
- 台湾大会（台湾代表）
  - 1923年（第9回） - 1941年（第27回）： 台湾（現在の中華民国）

## 都道府県別記録
上述のとおり、複数の府県を対象とする地方大会が1977年（第59回）まで残存し、単独代表が認められた時期の違いや、府県の組み合わせの違いなどによって、47都道府県それぞれの全国大会出場回数には大きな差が生じていた。
以下は地方大会も中止となった1941年（第27回）を除く1977年（第59回）までの58回における都道府県別全国大会出場回数である。なお、1959年（第41回）から北海道、1974年（第56回）から東京都がそれぞれ2代表となるが校数ではなく回数（1回）でカウントしている。
| 都道府県 | 地方大会参加 | うち非単独 | 全国大会出場 | うち非単独 |                                                                            |
| -------- | ------------ | ---------- | ------------ | ---------- | -------------------------------------------------------------------------- |
| 北海道   | 55回         | 2回        | 53回         | 0回        |                                                                            |
| 青森県   | 51回         | 47回       | 18回         | 14回       | 奥羽代表8回→北奥羽代表6回                                                  |
| 岩手県   | 57回         | 49回       | 36回         | 28回       | 東北代表13回→奥羽代表9回→北奥羽代表6回                                     |
| 秋田県   | 55回         | 50回       | 32回         | 27回       | 東北代表3回（うち1回実質的に単独）→奥羽代表11回→西奥羽代表10回→奥羽代表4回 |
| 山形県   | 52回         | 46回       | 17回         | 11回       | 東北代表8回→西奥羽代表2回→東北代表1回                                      |
| 宮城県   | 57回         | 51回       | 25回         | 19回       | 東北代表19回                                                               |
| 福島県   | 57回         | 49回       | 16回         | 8回        | 東北代表8回                                                                |
| 茨城県   | 56回         | 48回       | 25回         | 17回       | 関東代表5回→南関東代表4回→北関東代表4回→東関東代表4回                      |
| 栃木県   | 55回         | 48回       | 21回         | 14回       | 関東代表2回→北関東代表12回                                                 |
| 群馬県   | 53回         | 49回       | 30回         | 26回       | 関東代表1回→北関東代表25回                                                 |
| 埼玉県   | 51回         | 44回       | 19回         | 12回       | 南関東代表3回→西関東代表9回                                                |
| 山梨県   | 50回         | 46回       | 13回         | 9回        | 甲神静代表1回→山静代表2回→西関東代表4回→北関東代表2回                      |
| 千葉県   | 55回         | 47回       | 34回         | 26回       | 南関東代表18回→東関東代表8回                                               |
| 東京都   | 58回         | 7回        | 58回         | 7回        | 関東代表2回→京浜代表5回                                                    |
| 神奈川県 | 57回         | 27回       | 36回         | 6回        | 神静代表2回→甲神静代表2回→南関東代表2回                                    |
| 長野県   | 57回         | 33回       | 55回         | 31回       | 北陸代表2回→甲信代表5回（うち4回実質的に単独）→甲信越代表6回→信越代表22回  |
| 新潟県   | 57回         | 49回       | 19回         | 11回       | 北陸代表5回→甲信越代表2回→北越代表4回                                      |
| 富山県   | 56回         | 52回       | 18回         | 14回       | 北陸代表5回→北越代表8回→北陸代表1回                                        |
| 石川県   | 57回         | 53回       | 19回         | 15回       | 北陸代表15回                                                               |
| 福井県   | 55回         | 51回       | 33回         | 29回       | 北陸代表25回→福滋代表4回                                                   |
| 静岡県   | 55回         | 35回       | 43回         | 23回       | 神静代表6回→甲神静代表2回→山静代表15回                                     |
| 愛知県   | 58回         | 28回       | 54回         | 24回       | 東海代表24回                                                               |
| 岐阜県   | 58回         | 51回       | 25回         | 18回       | 東海代表3回→三岐代表15回                                                   |
| 三重県   | 58回         | 51回       | 16回         | 9回        | 東海代表1回→三岐代表8回                                                    |
| 滋賀県   | 58回         | 54回       | 8回          | 4回        | 京津代表1回→京滋代表3回                                                    |
| 京都府   | 58回         | 50回       | 54回         | 46回       | 京津代表35回→京滋代表11回                                                  |
| 奈良県   | 56回         | 52回       | 18回         | 14回       | 紀和代表14回                                                               |
| 和歌山県 | 58回         | 53回       | 44回         | 39回       | 関西代表1回→紀和代表39回（うち1回実質的に単独）                            |
| 大阪府   | 58回         | 1回        | 57回         | 0回        |                                                                            |
| 兵庫県   | 58回         | 0回        | 58回         | 0回        |                                                                            |
| 岡山県   | 58回         | 51回       | 22回         | 15回       | 山陽代表1回→東中国代表14回                                                 |
| 鳥取県   | 58回         | 54回       | 32回         | 28回       | 山陰代表20回→東中国代表8回                                                 |
| 広島県   | 58回         | 38回       | 42回         | 22回       | 山陽代表18回→西中国代表4回                                                 |
| 島根県   | 58回         | 54回       | 21回         | 17回       | 山陰代表8回→東中国代表1回→西中国代表5回→山陰代表3回                        |
| 山口県   | 57回         | 50回       | 30回         | 23回       | 山陽代表9回→西中国代表14回                                                 |
| 香川県   | 57回         | 51回       | 28回         | 22回       | 四国代表12回→北四国代表10回                                                |
| 愛媛県   | 57回         | 51回       | 33回         | 27回       | 四国代表13回→北四国代表14回                                                |
| 徳島県   | 58回         | 54回       | 16回         | 12回       | 四国代表2回→南四国代表10回                                                 |
| 高知県   | 53回         | 49回       | 21回         | 17回       | 四国代表1回→南四国代表16回                                                 |
| 福岡県   | 54回         | 23回       | 47回         | 16回       | 九州代表6回（うち1回実質的に単独）→北九州代表11回                          |
| 佐賀県   | 54回         | 50回       | 19回         | 15回       | 九州代表3回→北九州代表5回→西九州代表7回                                    |
| 長崎県   | 57回         | 53回       | 22回         | 18回       | 九州代表1回→北九州代表2回→西九州代表15回                                   |
| 熊本県   | 52回         | 46回       | 20回         | 14回       | 南九州代表6回→西九州代表4回→中九州代表4回                                  |
| 大分県   | 52回         | 46回       | 29回         | 23回       | 南九州代表6回→東九州代表7回→中九州代表10回                                 |
| 宮崎県   | 47回         | 40回       | 19回         | 12回       | 東九州代表2回→南九州代表10回                                               |
| 鹿児島県 | 52回         | 33回       | 26回         | 7回        | 南九州代表6回→東九州代表1回                                                |
| 沖縄県   | 40回         | 33回       | 10回         | 3回        | 南九州代表3回                                                              |